# Castell de Barberà (Barberà de la Conca)
El Castell de Barberà és un castell del municipi de Barberà de la Conca (Conca de Barberà). Està situat, estratègicament, al cim del turó a la falda del qual, al llarg del temps va créixer el poble. Des de la fortalesa històricament s'ha pogut controlar un dels camins tradicionals que des de la costa penetrava a l'interior de Catalunya. Fou seu d'una comanda templera, primer, i després hospitalera. És un edifici declarat bé cultural d'interès nacional.
Els templers i els hospitalers ampliaren el castell que arribà més o menys sencer al segle xix. Al llarg dels segles va sofrir destruccions i reconstruccions importants, tanmateix la destrucció principal va tenir lloc a la darreria del segle xix quan fou cedit a l'Ajuntament per ser utilitzat com a escola pública. Avui resulta difícil descobrir com era el castell templer.

## Descripció

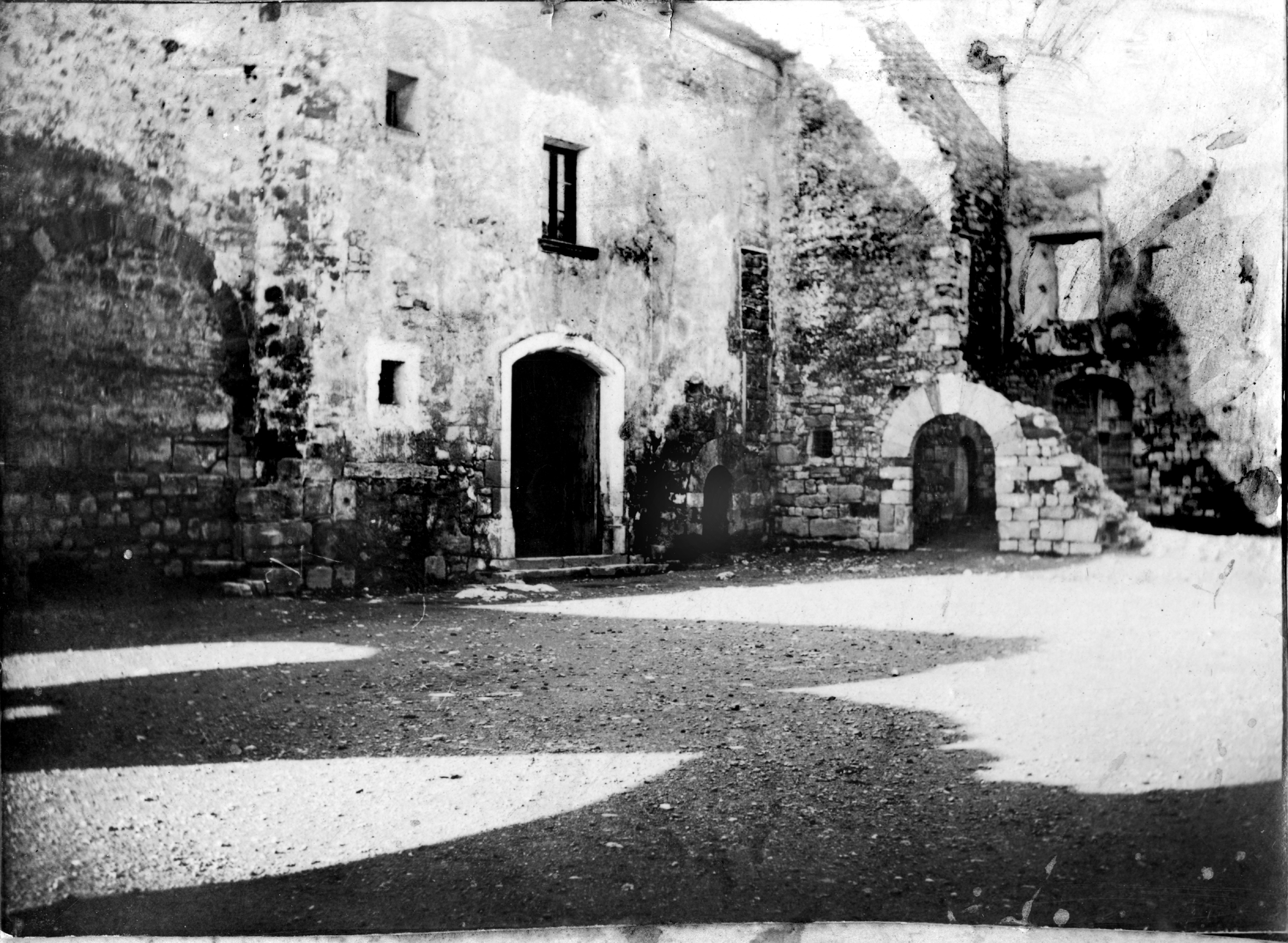
Castell de Barberà. Restes dels edificis nord-occidentals a començament del

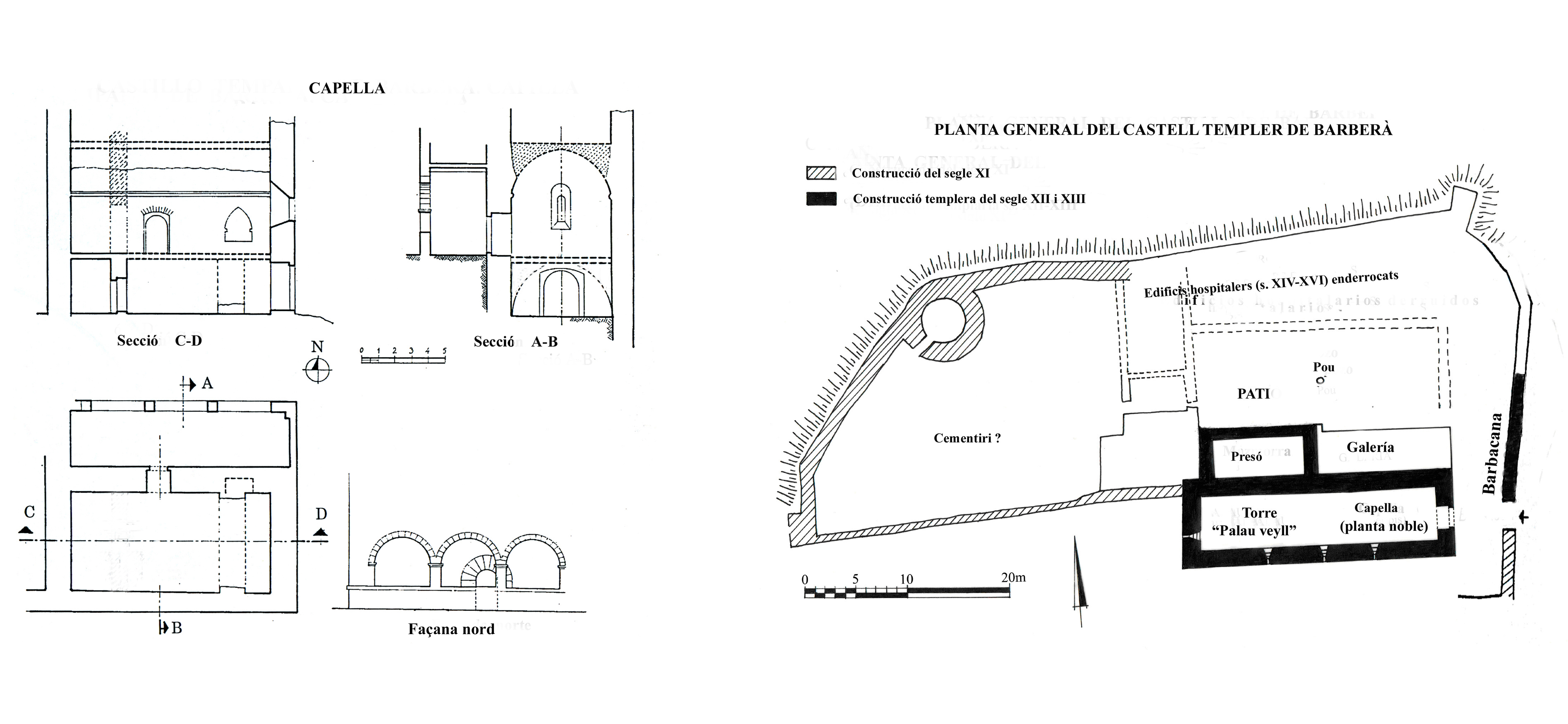
Castell de Barberà, plànols general i capella

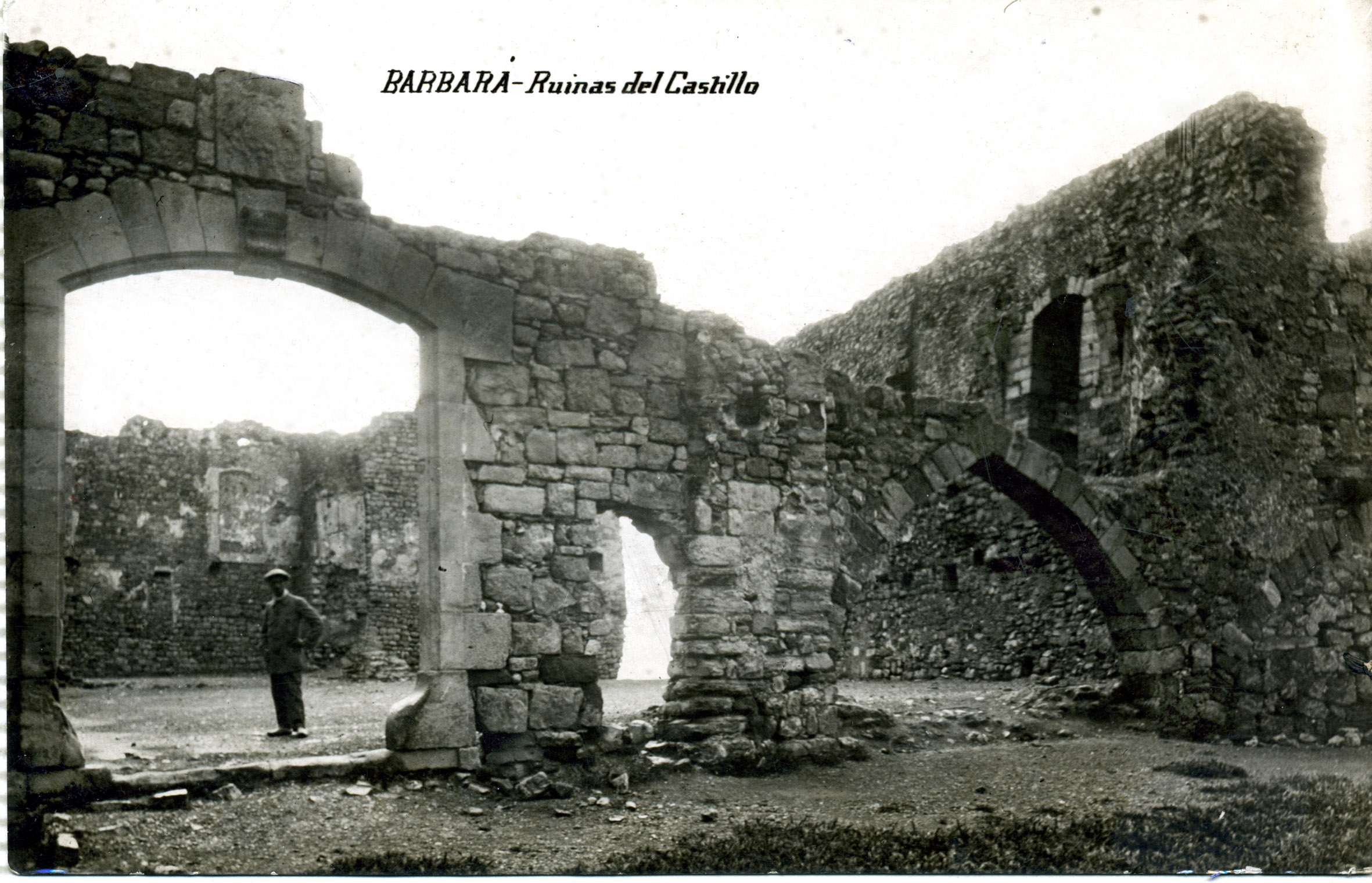
Castell de Barberà, restes del palau nou vers el 1918

Actualment l'antiga fortalesa és un gran edifici d'aparença moderna, ben conservat, rodejat de restes malmeses de muralla i vestigis d'altres edificis. Tot plegat forma un conjunt allargat de 71 per 35 metres, que corona d'est a oest el cim d'un pujol. Al costat occidental hi ha les ruïnes del castell del segle xi que trobaren els templers: els baixos d'una torre cilíndrica i restes de la camisa murallada.
Les construccions considerades templeres estan situades al costat est de les anteriors, adossades al mur sud del conjunt. A partir del segle xiv, aquests edificis, juntament amb altres (que avui falten), estaven ordenats al voltant d'un pati interior, on hi havia un pou amb aigua abundant. No és segur que aquesta disposició en quadre dels edificis l'hagués tingut el castell templer. Els edificis d'època templera que es conserven són els dels nivells inferior, soterrànis o semisubterrànis, del gran casalot que avui anomenen castell:
Una sala rectangular, molt allargada, de 25 per 5 metres de planta, orientada est-oest, de murs molt gruixuts (quasi tres metres), ben obrats de carreuada, disposada en filades de diferents altures (més altes les inferiors, on les pedres tenen més d'un metre de costat). S'accedeix a aquesta sala pel costat oriental, mitjançant una porta de mig punt, feta amb dovelles molt grosses, que tenia al davant una barbacana (enderrocada els anys cinquanta del segle xx), i que a jutjar pel carreueat devia ser del mateix temps. A més de la porta, hi ha quatre espitlleres esglaonades, de factura robusta, tres al sud i una a l'oest. Probablement, en origen, aquesta gran estança havia estat coberta d'embigat de fusta.
Al primer pis, s'alineaven, d'oest a est, el «palau veyll» (segons els documents hospitalers) i la capella, que es conserven parcialment. Sembla que, a partir del primer pis, el palau veyll era una gran torre de planta quadrada de 10 metres de costat, car els documents hospitalers, a més de palau veyll, l'anomenen també «torre del prior» fent referència, sens dubte, al gran prior de Catalunya que n'era el propietari. És probable que hagués tingut dos pisos més i terrassa (els actuals són restauracions modernes, d'escassa entitat, fetes pels hospitalers després que el castell sofrís greus destruccions).
L'altre edifici antic, del qual es conserven estructures importants, és la capella, situada com s'ha dit, a la part oriental del primer pis. Malgrat mancar-li la volta de canó que originàriament la cobria, mostra clarament la tipologia romànica de temple d'una sola nau amb capçalera plana, on s'obre una finestra espitllerada de mig punt que il·lumina mínimament l'interior. Té la porta al costat nord, que comunica amb un gran pati interior mitjançant una galeria porticada (semblant a la del castell de Miravet). Els hospitalers anomenaven claustre la galeria, car aquesta devia ser la funció que tenia en un convent d'ordes militars. El caràcter irregular de les filades de carreuada que presenten els murs de la capella, sembla indicar que originàriament l'interior estava cobert amb pintures murals. Les guerres del segle xvii mutilaren greument la capella, car fou enderrocat el mur de migdia i la volta. Després, ja en el segle xviii fou reconstruïda en versió barroca: volta de canó amb llunetes, cornises, cimbori o llanterna al cim…; i tot plegat enlluït amb l'enguixat característic dels interiors barrocs. És possible que en consagrar aquesta nova capella, els santjoanistes li canviessin la dedicació antiga de Sant Salvador per la de Sant Joan, més pròpia de l'orde.
Una altra estructura antiga conservada és una sala soterrània coberta de volta de canó que hi ha al costat nord del palau (en temps hospitalers era la «sitja de la presó»); només si podia accedir per dues trapes.
Els mateixos documents santjoanistes parlen de «Palau veyll» quan es refereixen a l'edifici existent, per oposició al «Palau Nou» (avui desaparegut), que feu construir el segle xiv el gran prior hospitaler, fra Guillem de Guimerà, que ocupava el costat nord del pati. Tancant el pati per ponent hi havia altres edificis, avui també enderrocats, que foren construïts (o reconstruïts) el segle xvi per un altre gran prior de la família Requesens.

### Escultura

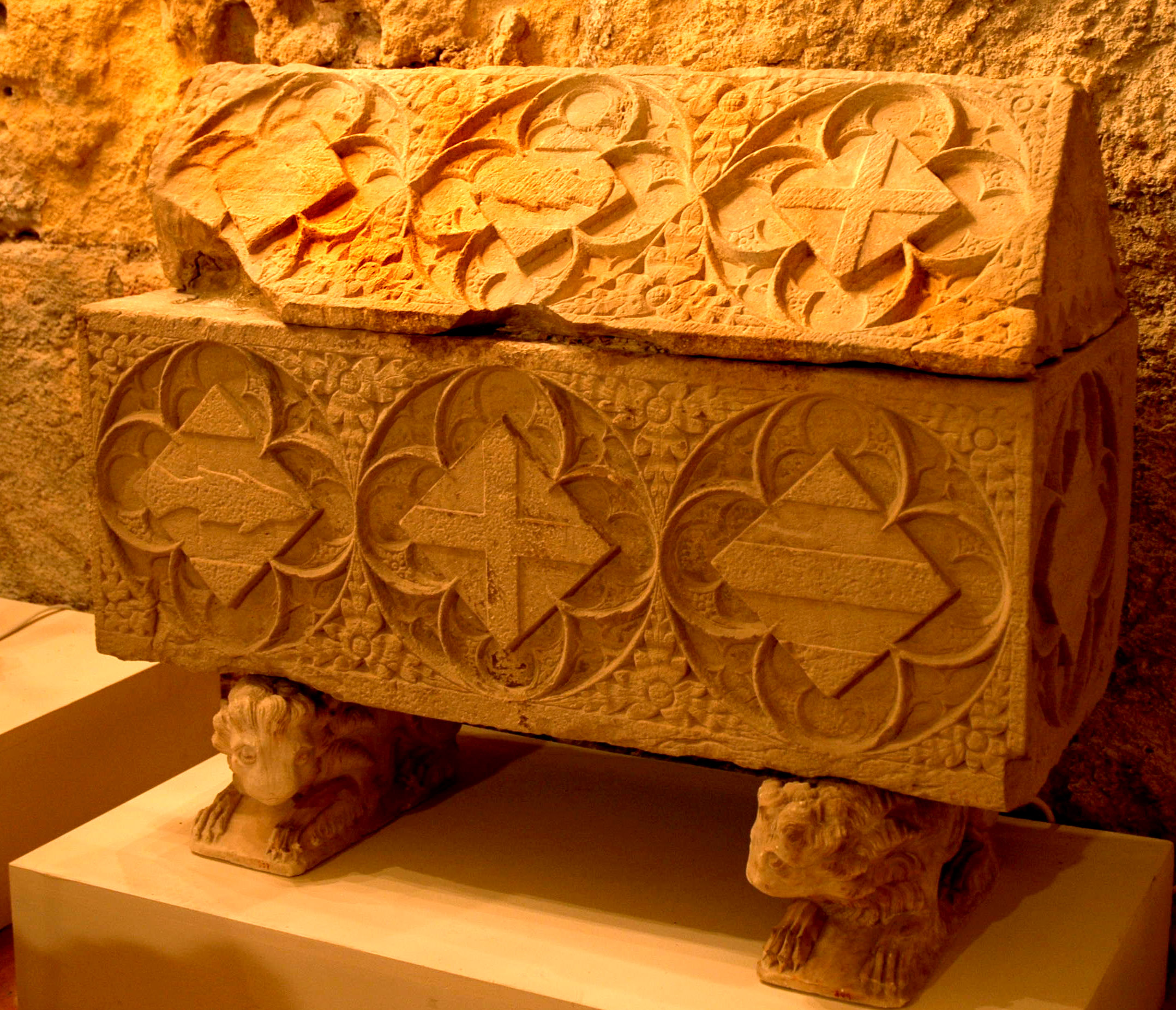
Ossera de fra Guillem de Guimerà, actualment al Museu Diocesà de Tarragona

Ossera de fra Guillem de Guimerà. És una de les poques peces escultòriques del castell de Barberà que s'han conservat. Fins a l'any 1920, en què fou cedida per l'ajuntament de Barberà al Museu Diocesà de Tarragona, estigué a la capella del castell de Barberà on l'any 1396 havia mort el Gran Prior.
És un sepulcre de pedra calcària d'estructura de paral·lelepípede (108 cm de llarg, per 41 d'ample i 43,5 d'alt) amb tapa de dos vessants. Presenta al davant, als laterals i als vessants de la tapa una decoració en relleu de tema heràldic relatiu a la persona i als càrrecs que ostentà l'estadant de l'ossera.
Tots els escuts de l'ossera tenen camper caironat emmarcat per un quadrilòbul que s'inscriu en un cercle. La superfície que resta entre els cercles, els carcanyols, està decorada amb un tema floral molt típic de l'escultura d'aquesta època a la Conca que ha fet que l'atribuïssin a Jordi de Déu.
Al frontal i a la tapa hi ha repetits tres escuts: el de l'esquerra porta un barb (és el senyal heràldic de la comanda hospitalera i del poble de Barberà); el del mig, porta una creu plena (és el senyal heràldic de l'Orde de l'Hospital); i el de la dreta porta tres faixes (és el senyal heràldic de la família Guimerà). Als laterals hi ha un escut partit amb la creu plena a l'esquerra i els pals de Catalunya a la dreta (és l'escut del gran prior de Catalunya de l'Orde de l'Hospital).
Fra Guillem de Guimerà va ser un dels dignataris més importants de l'Orde de l'Hospital a la Corona d'Aragó. Era fill dels Guimerà, senyors de Ciutadilla, i al llarg de la seva vida d'hospitaler va exercir càrrecs de gran responsabilitat, tant en l'administració del seu Orde com en la política catalana. Devia ser també un expert en l'art de la guerra, ja que Pere el Cerimoniós li encarregà que supervisés els treballs de fortificació de Montblanc i de Poblet, ordenats pel rei amb motiu de les guerres amb Castella. Quan va morir era comanador de Barberà i gran prior de Catalunya de l'Orde de l'Hospital, per això a l'ossera figuren també els escuts d'aquests càrrecs.

### Segells

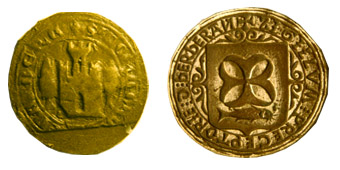
Segells de les comandes del Temple i de l'Hospital de Barberà. El dels templers és una empremta en cera groga (29 m.m.), el dels hospitalers és la matriu en bronze (45 m.m.).

Les comandes, o convents, del Temple i de l'Hospital tenien els seus segells per autentificar els documents que lliuraven. D'aquests se n'han conservat poquíssims arreu del món. Entre ells, els de la casa de Barberà, tant del Temple com de l'Hospital, la qual cosa constitueix un cas excepcional. El segell templer és una empremta rodona en cera groga de 29 mil·límetres de diàmetre, que penjava, juntament amb altres tres, d'una carta que l'any 1308 enviaren diversos comanadors (entre ells el de Barberà, fra Arnau de Timor) que resistien al castell de Montsó el setge del rei Jaume II. La carta anava adreçada a fra Ramon Saguàrdia, comanador del Masdéu, que comanava una resistència semblant al castell de Miravet.
El segell de l'Hospital és més excepcional encara car es tracta de la matriu en bronze rodona de 45 mil·límetres de diàmetre, probablement del segle xv, que posseeix actualment la família Andreu Domingo de Montblanc, heretat de Manuel Andreu de Barberà de la Conca, que fou el darrer administrador de la casa dels hospitalers d'aquest poble.

## Història

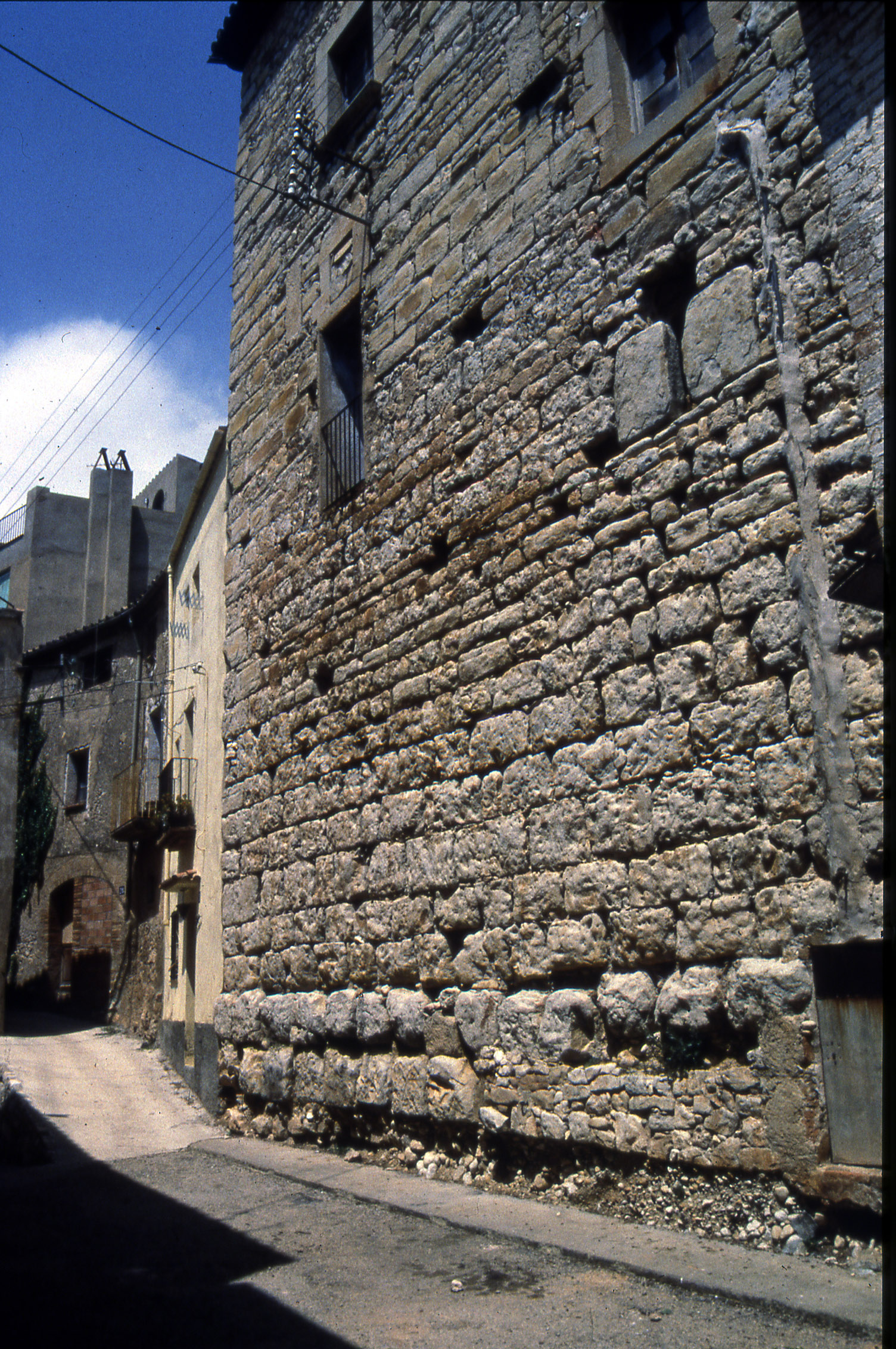
Castell de Barberà, mur de migdia (1985).

El lloc Barberà es documenta l'any 945 quan els comtes de Barcelona Sunyer I i Riquilda de Tolosa donaren al monestir de Santa Cecília de Montserrat diversos béns, entre ells l'església de Sant Pere d'Ambigats i les seves terres, delmes i primícies, situada «in campo Barberano». L'any 1012, Sal·la de Santa Perpètua vengué els castells de Santa Perpètua i de Barberà al bisbe de Vic Borrell. Durant tot el segle xi el castell de Barberà fou una de les fortaleses més importants de la marca establerta pels comtes de Barcelona i Urgell. Les incursions almoràvits i almohades dels segles xi i xii crearen moltes dificultats. El terme de Barberà s'abandonà durant la primera meitat del segle xi fins que el comte Ramon Berenguer I el recuperà i donà en feu a Arnau Pere de Ponts el puig de Barberà perquè el repoblés i hi construís una fortalesa (any 1054). El 1067, el comte Ramon Berenguer II va cedir en feu el castell de Barberà al comte d'UrgellErmengol IV qui l'infeudà de nou a Arnau Pere de Pons. Aquest morí l'any 1086 en una escomesa sarraïna.
Els orígens més remots del castell de Barberà, si tenim en compte el topònim podrien estar en una turris romana; tanmateix, no deixa de ser una hipotesi. Sembla que es pot començar a parlar de castrum el segle x, en la primera etapa repobladora de Sala de Sant Benet. Un net d'aquest, Sala de Santa Perpètua, n'és propietari el 1013. El 1054 el posseí Arnau Pere de Ponts, el qual mor en una ràtzia sarraïna.
En començar la tercera dècada del segle xii, frares de l'orde del Temple procedents de Terra Santa, recorrien Catalunya fent proselitisme i demanant almoina per a la seva santa causa d'Orient. El prestigi que els acompanyava trobà una resposta molt positiva de part dels prínceps catalans que veieren en l'orde un possible aliat en els seus projectes de conquesta i feudalització dels territoris andalusins.
El 1132 i 1134, respectivament, els comtes d'Urgell i el de Barcelona cedeixen llurs drets sobre el castell als Templers. Amb el temps fou una de les primeres comandes de Catalunya. El castell de Barberà fou la segona donació que reberen els templers a Catalunya, en associar-se amb els comtes de Barcelona i d'Urgell per a la conquesta. Sembla que, imitant l'acció de Ramon Berenguer III que l'any 1131 havia donat Granyena a l'orde, Ermengol VI d'Urgell, un any més tard, els donà Barberà. Aquesta donació esdevingué completada quan, l'any 1133, el jove comte Ramon Berenguer IV els cedí la seva part de domini sobre de Barberà. Quatre dècades més tard, després que haguessin acabat les campanyes de conquesta i repoblació dels territoris de l'Ebre i el Segre amb important participació de l'orde, els templers organitzaren una comanda amb seu al castell de Barberà. Aquesta comanda fou una de les més importants de les nostres terres després que l'orde resolgués un judici contra un altre propietari, Pere de Puigverd. El judici establí el repartiment de Barberà entre tots dos cosenyors.
L'any 1318, després que hagués estat extingit l'orde del Temple, Barberà passà a mans de l'orde de l'Hospital de Jerusalem. Un dels grans priors més importants, fra Guillem de Guimerà i d'Abella (segle xiv), va residir a Barberà i fou enterrat a la capella del castell. El 1609, en temps del gran prior Miquel d'Alentorn acudí a Barberà el famós bandoler nyerro Perot Rocaguinarda per ajudar el prior contra Rafel de Biure, senyor de Vallespinosa per motius de jurisdicció del lloc de Vallverd. El segle xix, quan els béns de l'orde passen a l'Estat, aquest cedeix el castell al municipi per escoles (1857).

### Abandó, 1858-1970

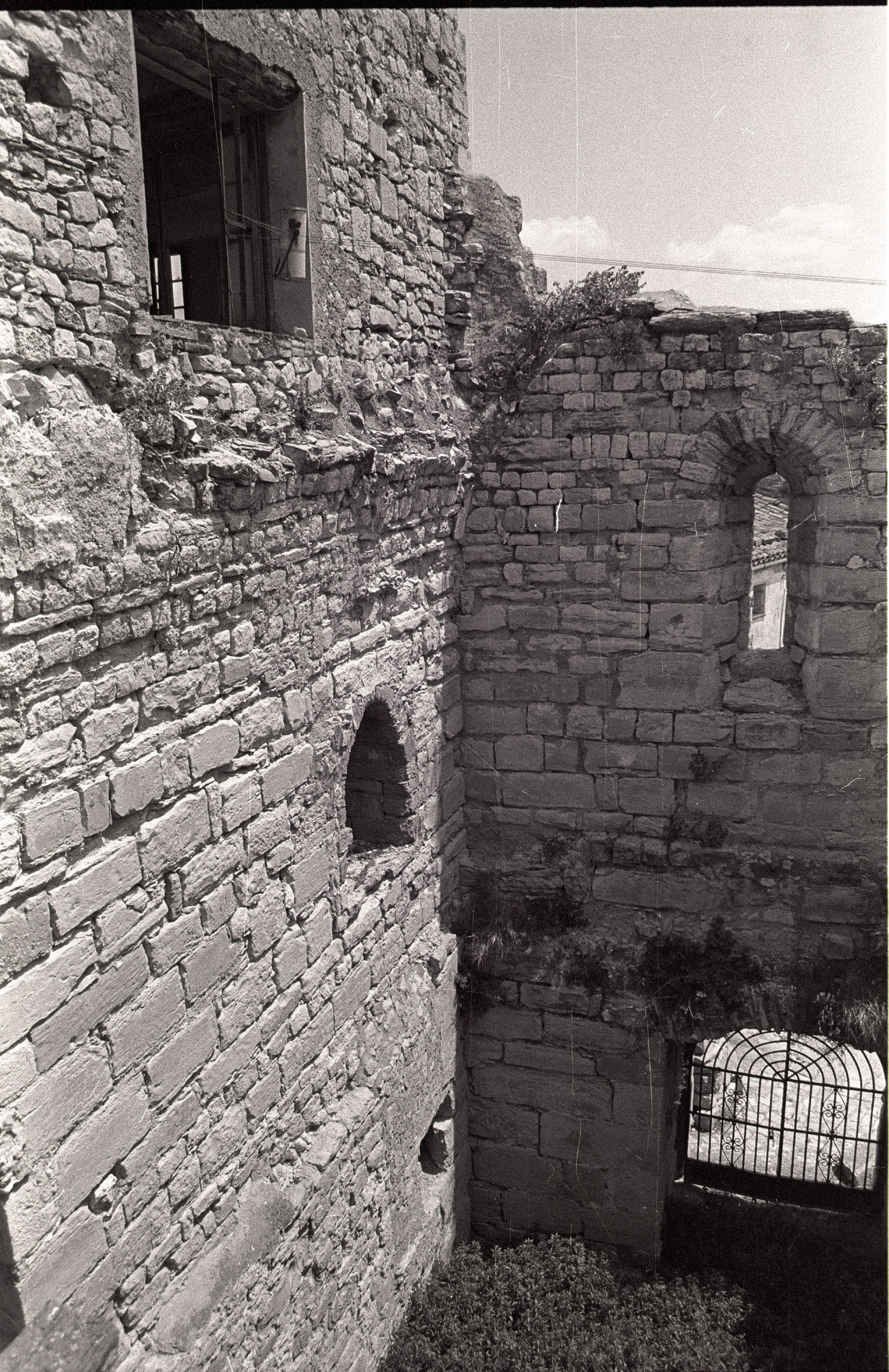
Castell de Barberà, 1993. El sector de la capella abans de la restauració.

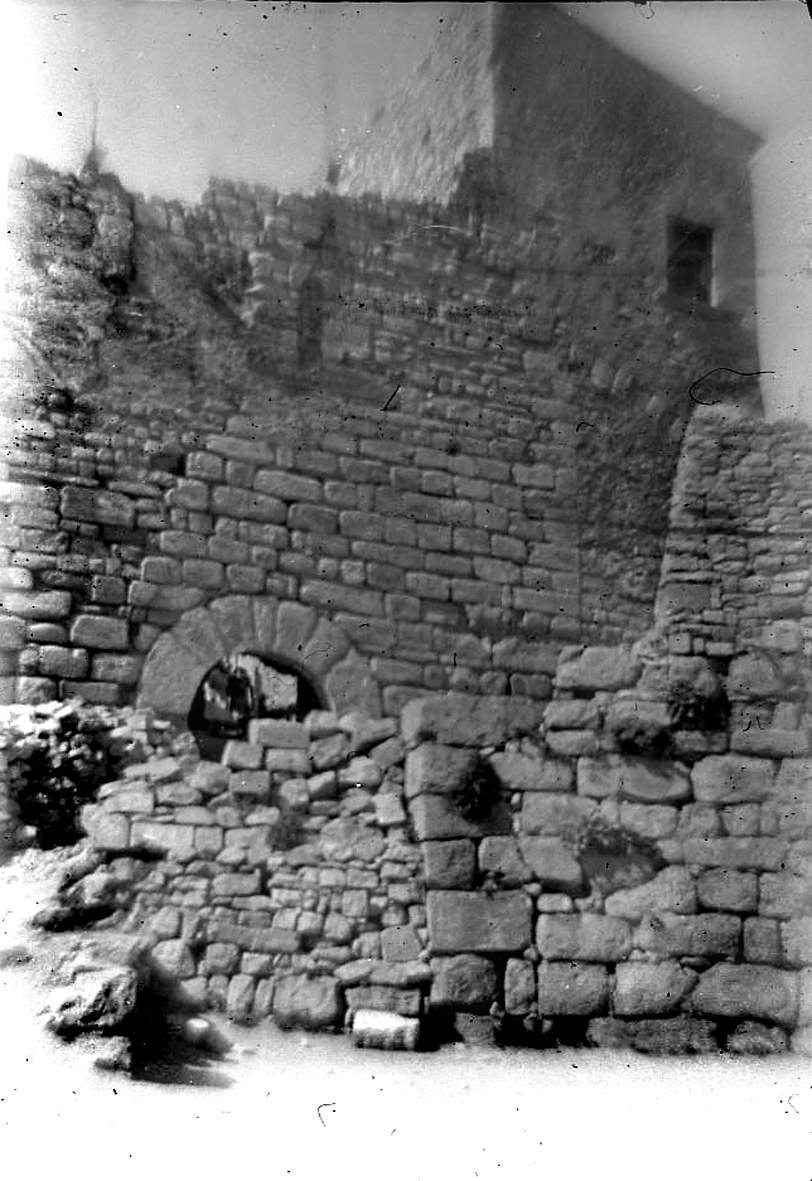
Castell de Barberà, anys 1948-1950. Apertura de l'antiga porta de llevant i enderrocament del que restava de la barbacana que la protegia. (1950).

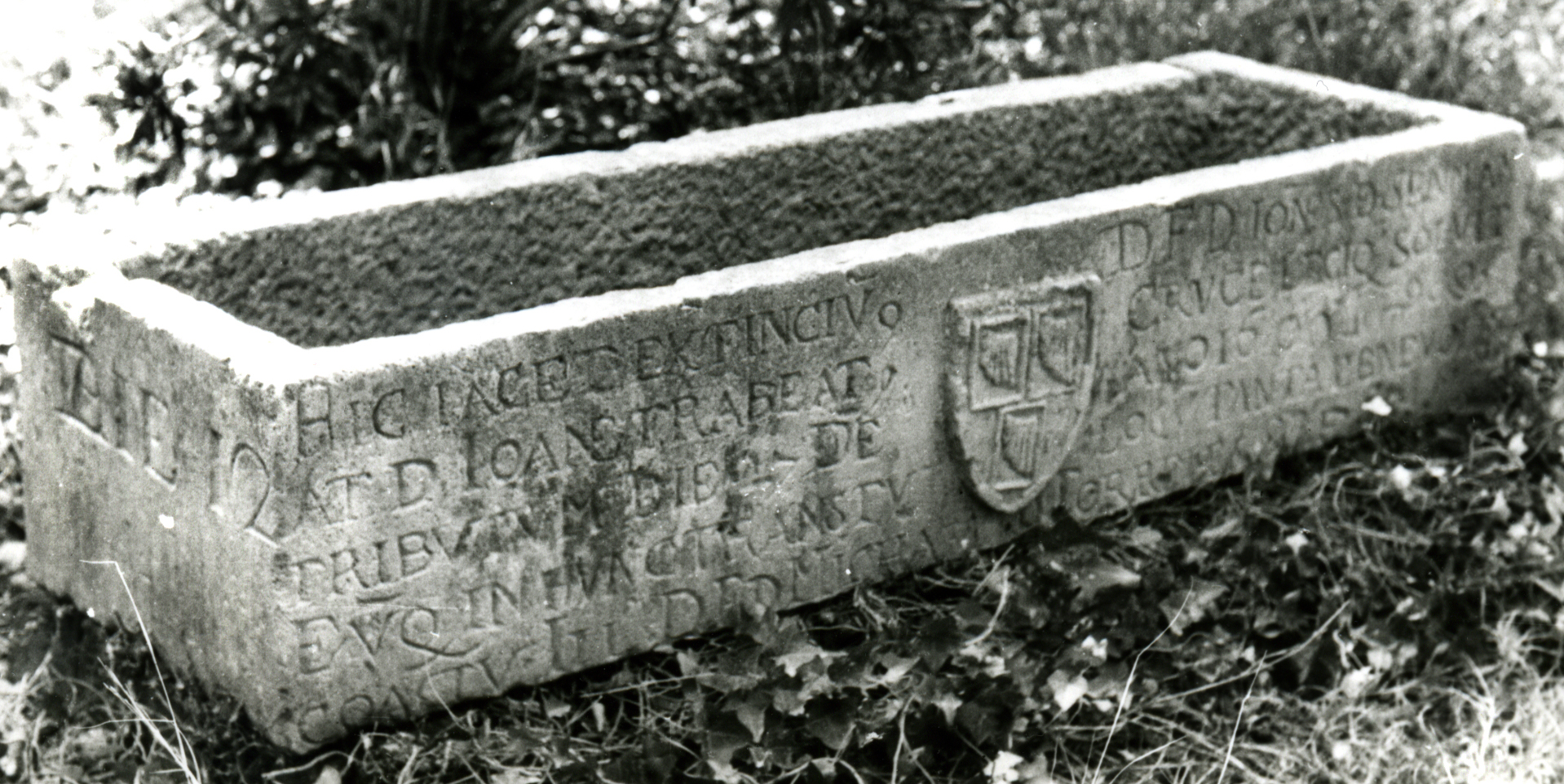
Castell de Barberà. Sepulcre del cavaller Joan de Sentmenat, actualment al Museu Arxidiocesà de Tarragona.

Com a conseqüència de la desamortització dels béns de l'Orde de l'Hospital de Sant Joan, l'any 1858, el castell de Barberà fou cedit per l'Estat a l'Ajuntament de la vila perquè l'utilitzés com a escoles públiques.
En aquell temps, a Barberà —com arreu— no es tenia consciència de la importància històrico-arqueològica del castell; només se'n valorava l'ús. Així, del conjunt d'edificis que formaven la fortalesa (quatre o cinc al voltant del pati) tan sols el del costat de migdia fou habilitat per a fer d'escola i residència dels mestres. Els altres, juntament amb la muralla, foren desmuntats per aprofitar-ne la pedra.
L'enderroc no fou immediat, es va anar fent en funció de les necessitats de pedra. Cap als anys vint encara es conservaven estructures importants dels edificis del nord (l'anomenat "Palau Nou", construït el segle xiv pel Gran Prior hospitaler Guillem de Guimerà) i de ponent (les dependències bastides el segle xvi pel Gran Prior Dimas de Requesens).
Molta pedra del castell s'utilitzà per a obra pública i privada. En una postal de la Font Vella de Barberà, feta al voltant de 1918, es pot veure com per a construir un mur que separava els rentadors públics del camí de Pira s'havia emprat una pedra que tenia els escuts del gran prior Guillem de Guimerà (actualment al Museu Comarcal de la Conca de Barberà).
Al celler de la Societat de Barberà, en el túnel que hi ha sota l'andana de recepció de verema, fins fa poc hi havia una pedra que tenia esculpida una creu de Malta (actualment al Museu Comarcal de la Conca). En el mateix celler, per tancar la sala de tines, s'utilitzaren unes portes del castell (els claus de ferro i les creus dibuixades a la fusta ho delaten).
L'any 1922, a petició d'un ex-vicari, el montblanquí mossèn Bofarull, l'ajuntament va cedir en dipòsit al Museu Diocesà de Tarragona, dues sepultures que hi havia a la capella del castell: l'ossera gòtica de fra Guillem de Guimerà i un sarcòfag de pedra d'un cavaller hospitaler de la família Sentmenat, mort l'any 1699.
Més cap aquí, ja en els anys 1948-1950, l'ajuntament encara anava a buscar pedra al castell per arranjar el carrer Major del poble. En aquest moment fou oberta la porta de llevant, la més antiga del castell que restava cegada, i construïdes les escales per accedir-hi. Aquesta obra comportà la desaparició d'un important tros de l'antiga barbacana (popularment coneguda com «el Racó el Gomà»). També desaparegué un bell portal de pedra que donava a l'hort o pati del primitiu castell del segle xi, el qual tenia a la dovella clau un escut dels Requesens. Llevat de l'escut, la resta de dovelles de'aquest portal serviren per construir part de l'escala esmentada.
Els elements escultòrics anomenats són només una petita part del que hi havia al castell, però l'única que s'ha salvat. La majoria foren recollits per l'advocat Manuel Miró Esplugas, un barberenc enamorat del castell i de la història de Barberà, traspassat l'any 1984. Miró guardà les pedres exposades a l'entrada de casa seva (capitell cilíndric amb creu, clau d'arc amb escuts de l'Hospital i dels Guimerà, clau d'arc amb escut dels Requesens, estela funerària amb creu i escut, bocins d'estuc amb escuts de l'Hospital i dels Requesens).

### Revalorització

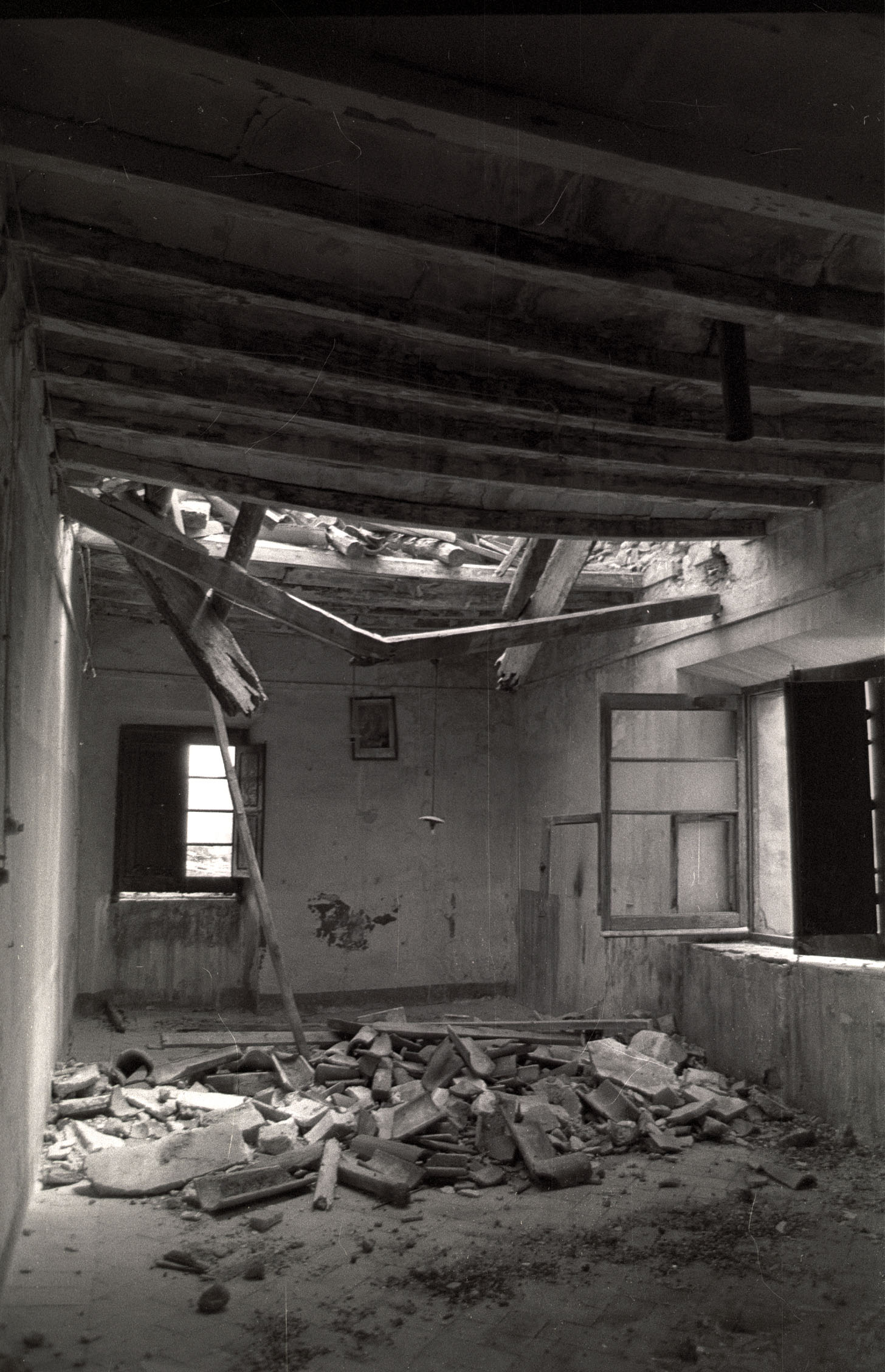
Castell de Barberà, 1993. Ensorrament de la teulada, sobre la galeria de la capella.

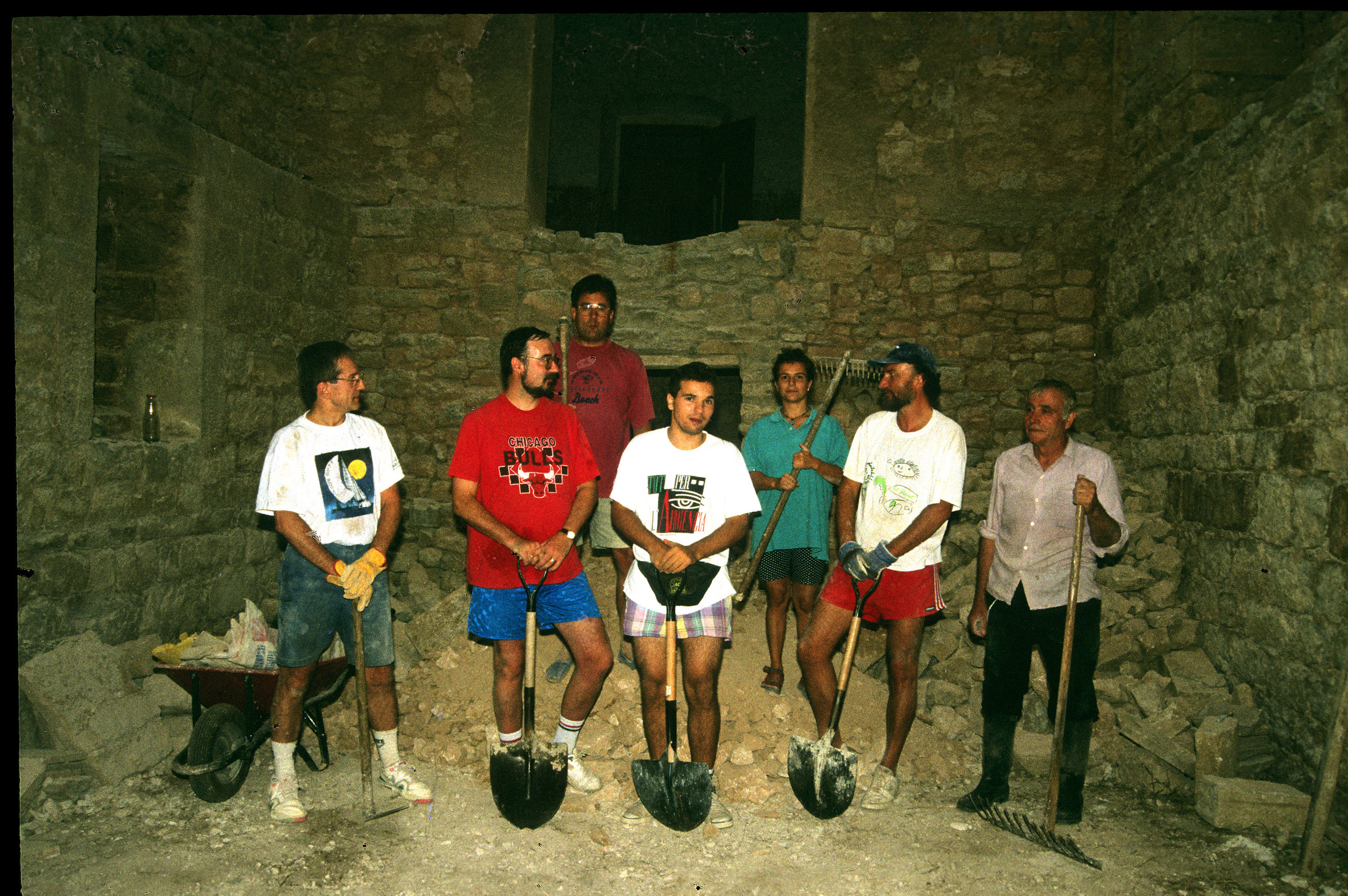
Castell de Barberà. 1998, grup de voluntaris desenrunant els baixos del castell.

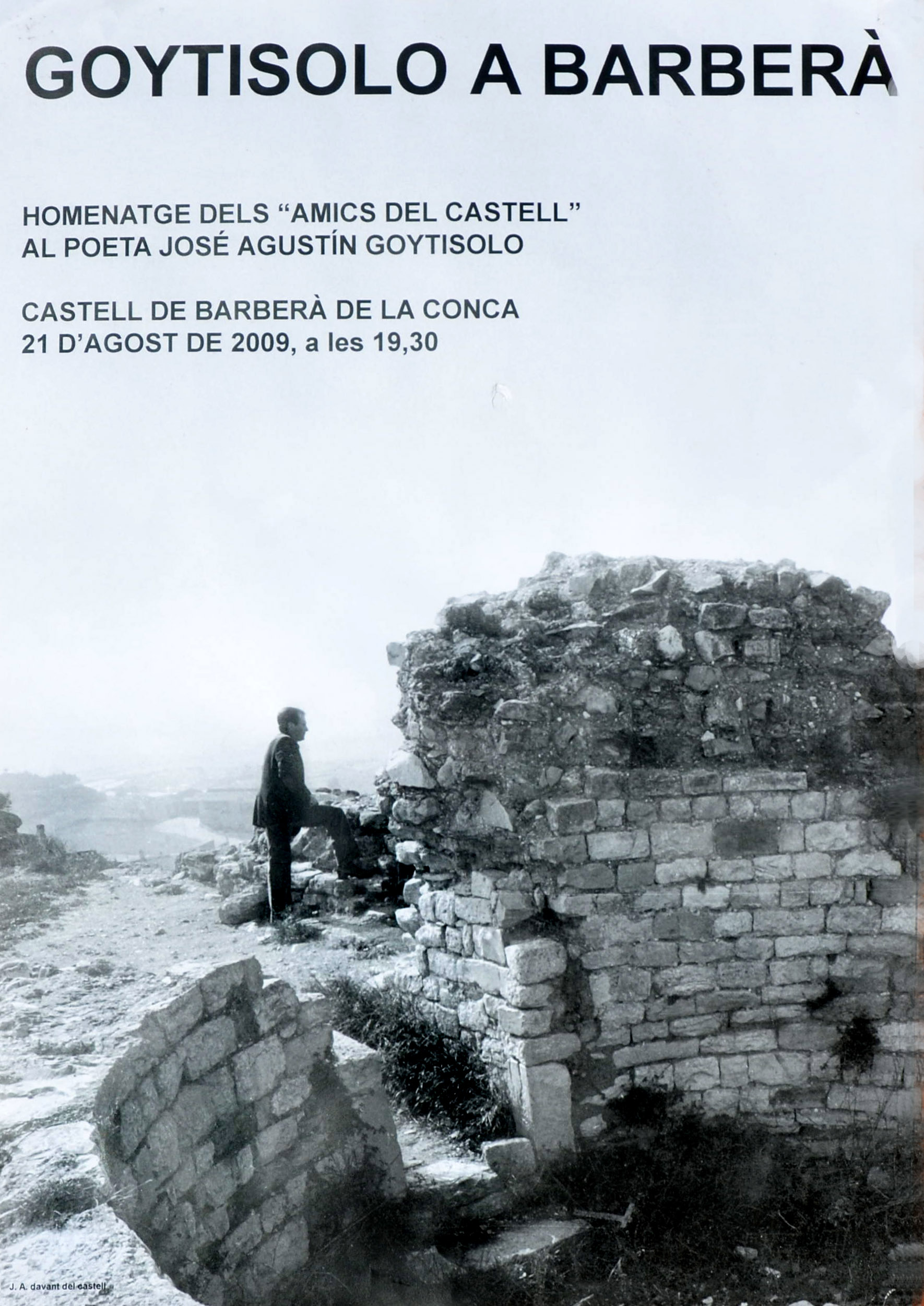
2009, Barberà ret homenatge al poeta José Agustín Goytisolo, a deu anys de la seva mort. La intervenció del poeta fou decisiva per a la restauració del castell. A la fotografia José Agustín davant de la torre del

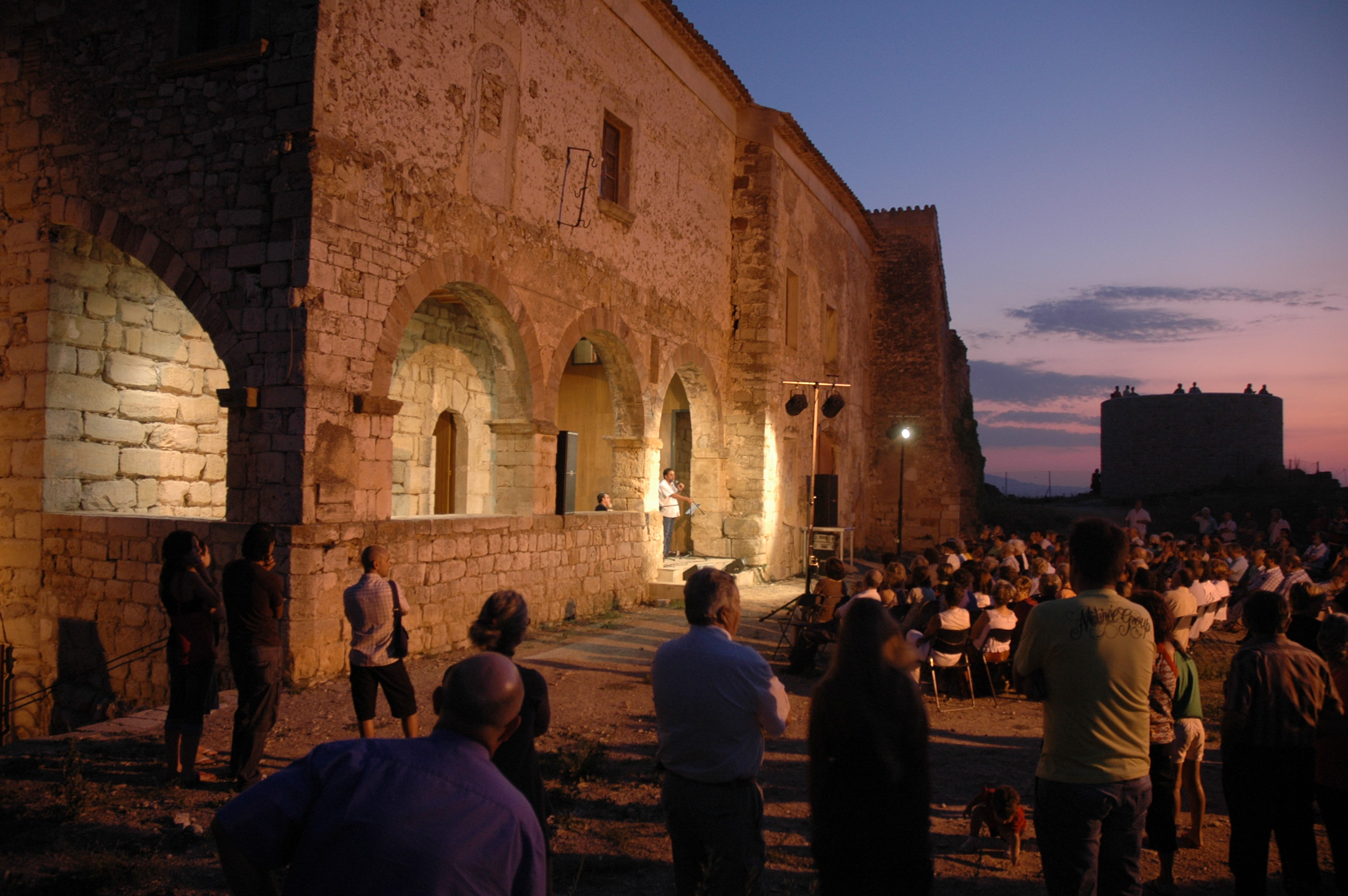
Any 2009, l'associació Amics del Castell ret homenatge al poeta Goytisolo.

1972. El mes d'abril d'aquest any, la secció barcelonina de l'associació Amigos de los Castillos visitaren el castell acompanyats per Miró Esplugas. Les fortes pluges de la tardor d'aquell any ensulsiaren i posaren al descobert una sitja que hi ha just a l'entrar al pati del castell. Veïns del poble, animats per l'alcalde Calvet, començaren a fer cales arqueològiques al castell bo i pensant en una futura restauració.
1973. L'actitud de l'ajuntament vers el castell havia canviat radicalment. Ara no hi anava a buscar pedra per arranjar els carrers, ans al contrari utilitzava l'edifici com a marc de la Festa comarcal dels Focs de Sant Joan (Flama del Canigó) iniciada aquell any.
1974. La tasca arqueològica continuà per iniciativa d'un estudiant barberenc, Ramon Amill. Aquest i un grup de companys de l'escola de magisteri portaren a terme durant dos estius campanyes de desenrunament dels baixos del castell. En el decurs dels treballs es trobaren nombrosos elements escultòrics de pedra i de guix.
1983. El poeta José Agustín Goytisolo, l'aparellador Ferran Diaz, ambdós residents a Barberà, i l'historiador barberenc Joan Fuguet, amb el vistiplau de l'ajuntament promogueren una comissió, a la qual s'incorporaren altres veïns, per dur a terme els treballs necessaris (memòria històrica, aixecament de plànols, reportatge fotogràfic...) per aconseguir que l'administració catalana incoés expedient de cara a declarar el castell monument historicoartístic. Aquests treballs anaven acompanyats d'un avant-projecte de restauració i futura utilització de l'edifici.
Mentre això succeïa, en vida encara de Miró Esplugas, el seu fill malvenia el patrimoni familiar de Barberà. El Miró tenia exposats a l'entrada de casa seva diversos escuts del castell i la manca de sensibilitat del seu fill envers aquelles pedres històriques feien preveure la seva desaparició. La intervenció oportuna de Joan Fuguet aconseguí que fossin comprats per l'Ajuntament de Barberà. Excepte dos que foren cedits al Museu Comarcal, els escuts són avui exposats al castell.
1984. La Generalitat de Catalunya declarà el castell conjunt historicoartístic
1985. La Diputació Provincial de Tarragona concedí a l'Ajuntament de Barberà un milió de pessetes per a realitzar una primera intervenció d'urgència a l'edifici. Convenia arranjar la teulada, però els tècnics de Patrimoni de la Generalitat dedicaren els diners a unes prospeccions arqueològiques que podien esperar. Descuidada la urgència, el deteriorament de l'edifici s'accelerà.
1991. S'ensorrà part de la teulada del castell. El 24 de juliol, l'alcalde de Barberà es dirigí als Serveis Territorials de Cultura de Tarragona per notificar-los l'enderrocament. L'Administració posà com a condició per a la restauració de l'edifici una proposta d'utilització futura del castell.
1993. L'ensorrament de la teulada havia progressat i el mur oriental s'havia aclivellat ostensiblement, de manera que, si no es reparava ràpidament la coberta, es podia enfonsar tota la casa i esdevenir un perill per a la població. El dia 1 de maig, un grup de veïns (en nom de la inactiva però no dissolta associació Amics de Barberà) promogueren una reunió amb l'ajuntament per estudiar possibles solucions a la greu situació del castell: 
L'alcalde Ramon Fallada, juntament amb Joan March i Joan Fuguet s'entrevistaren amb el director general de Patrimoni de la Generalitat per tractar el problema de la teulada del castell. Aconseguiren el compromís de l'administració d'ajudar amb dos milions si l'ajuntament hi posava la mateixa quantitat. L'ajuntament aconseguí de la Diputació Provincial la quantitat exigida per iniciar l'obra i, finalment, amb noves subvencions es feu nova la teulada del castell.
1995. Amb la teulada nova, el castell ja no corria perill. A partir d'aleshores calia començar a treballar per donar utilitat a l'edifici. Per tal de fer-ho formalment, el dia 31 d'agost de 1995, es reuní un grup de barberencs per constituir-se en associació, amb el nom d'Amics del Castell; els reunits anomenaren una junta directiva provisional formada per: Joan Fuguet Sans, president; Vicenç Alcaraz Pérez, vicepresident; Joan Puig Esplugas, secretari; Antònia Olcina Blanch, tresorera; Ramon Calbet Miró, primer vocal; i un regidor de l'ajuntament com a segon vocal.
1996-1997. L'associació Amics del Castell va endegar campanyes estivals de desenrunament dels baixos del castell, conferències i altres activitats dirigides a sensibilitzar la gent.
A partir d'aleshores, la restauració del castell fou assumida per l'administració pública (Institut Català del Sòl), que en diverses campanyes ha anat restaurant l'antiga fortalesa templera. El castell, definitivament salvat i recuperat, ha esdevingut l'escenari del poble de Barberà per a tota mena d'activitats cíviques i culturals.
2009. El 26 d'agost d'aquest any, quan feia deu anys de la mort del poeta J. A. Goytisolo, els Amics del Castell li dedicaren un homenatge al pati del castell. Fou un acte poètico-musical molt emotiu en el qual intervingueren, entre d'altres, el grup Los Goliados de Cambrils, amb el poeta Ramón García Mateos que llegí poemes de José Agustín Goytisolo.

## Les comandes de Barberà

### Comanda de l'orde del Temple
Des que els fou donat Barberà, el Temple rebé nombroses donacions en aquell territori i en altres dels voltants. Vers els anys setanta del segle xii, Bernat d'Albespí, com a primer comanador, fou l'encarregat d'iniciar l'organització territorial de la comanda de Barberà que abastaria les possessions de la Conca, la Baixa Segarra i l'Alt Camp. Els pobles de la Conca ja eren comunitats organitzades i amb serveis temporals i espirituals. La comanda s'amplià a partir de donacions i operacions per a concentrar el patrimoni amb vista a una explotació racional dels recursos. Si algun nucli adquiria importància, es convertia en sotspreceptoria o sotscomanda. Aquest fou el cas de Vallfogona de Riucorb, l'Espluga de Francolí i la Masó del Rourell.
Com a primera tasca a Barberà els templers organitzaren la dominicatura del terme, és a dir, les terres que conrearien directament amb el concurs de bèsties de treball i esclaus i cediren en emfiteusi totes les altres. Fou molt important l'explotació dels recursos hidràulics i els templers aconseguiren el control de tots els molins. L'any 1175 s'inicià l'adquisició de drets d'Ollers. En el decurs dels anys noranta del segle xii els templers de Barberà adquiriren el Pinetell (El Pinetell de Barberà, actual despoblat a l'est del terme de Montblanc, del qual es conserven restes de l'església de Sant Pere), per donació de Pere de Granyena, benefactor del Temple. L'any 1190, el rei Alfons el Cast va fer estada a Barberà.
A mitjan segle xiii, amb els diners obtinguts de la venda de la Masó del Rourell, compraren el terme de Pira a Guillem de Monclús per 3.000 morabatins. El 1277 l'orde esdevingué propietari únic de Montbrió de la Marca, després dels incidents derivats de dos testaments contradictoris que beneficiaven respectivament els templers de Barberà i l'abadia de Santes Creus. Durant el segle xiii Barberà i l'Espluga de Francolí eren les viles amb més població de la Conca de Barberà.
En resum, deixant a part les sotscomandes de Vallfogona, l'Espluga i la Mesó del Rourell, la comanda de Barberà pròpiament dita senyorejà els pobles veïns de Pira, Ollers, el Pinetell i Motbrió de la Marca, a més de moltes finques rústiques i urbanes en indrets, de vegades, ben allunyats, com el mas de Not, a Puigtinyós, actual municipi de Montferri (Alt Camp) i el lloc de Vensilló (municipi dels Alamús (Segrià). També tenia cases a Tarragona (en l'edifici que un cop extingit el Temple fou pallol de la ciutat i després església dels dominics).

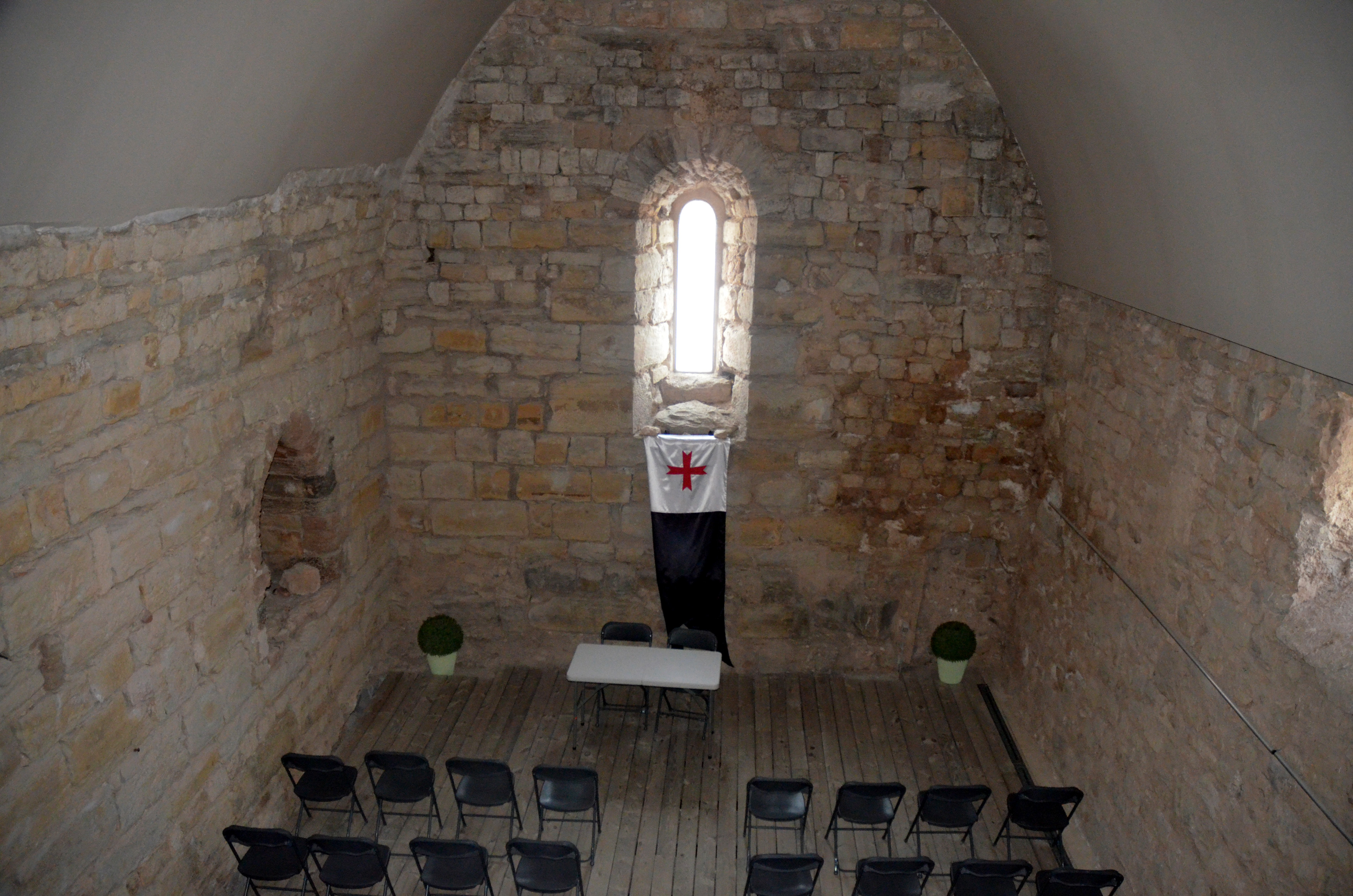
Castell templer de Barberà. Capella després de la restauració, 2008.

LLISTA DE COMANADORS TEMPLERS DE BARBERÀ
- Bernat d'Albespí, feb. 1173 - feb. 1174
- Berenguer de Mont, des. 1174 - gen. 1181
- Gauspert de Serra, mai. 1181 - des. 1190
- Pere d'Aguda, des. 1196 - mar. 1198
- Guillem Amill, oct. 1198
- Pere d'Aguda, oct. 1199
- Ramon de Llorenç, set. 1200
- Ramon de Claret, abr. 1202 - feb. 1203
- Gauspert de Serra, abr. 1204
- Guillem d'Azilac, feb. 1207 - ago.
- Bernat de Claret, feb. 1210 - mai. 1214
- Bernat de Granyena, abr. 1215
- Ripert, mai. 1219
- Pere de Pertegàs, jun. 1220 - jun. 1233
- Guillem de Trajós, mai. 1236
- Guillem Acaria, nov. 1236
- Ponç d'Oltrera, set. 1237 - abr. 1240
- Bernat de Montfalcó, des. 1240
- Berenguer de Torà, mar. 1242
- Ramon de Vilalba, set. 1242 - oct.1244
- Guillem d'Anglesola, gen. 1246
- Guillem de Tord, abr.-jun. 1246
- Bernat de Palomar, oct. 1247 -gen. 1249
- Dalmau de Bossol, set. 1249
- Guillem d'Àger, abr.-oct. 1250
- Guillem de Prades, feb. 1251
- Guillem Mascaró, oct. 1253
- Ramon de Bach, abr. 1256-jun. 1257
- Berenguer de Torrefeta,	jun. 1257
- Berenguer de Vilafranca,	set. 1257 - mai. 1258
- Guillem d'Anglesola, nov. 1258 - nov. 1260
- Pere de Montpalau, ago.-oct. 1261
- Arnau de Timor, nov. 1262 - ago. 1266
- Bernat de Pujalt, oct. 1267 - jun. 1269
- Gallart de Josa, des. 1269 - jul. 1270/abr. 1271
- Arnau de Timor, feb.-maig 1271 - ago. 1276
- Arnau Guarner, maig 1277
- Guillem d'Abellars, jun. 1277 - abr. 1279
- Bernat de Rocamora, oct. 1280
- Guillem d'Abellars, maig 1283 - des. 1290
- Bernat de Montoliu, juny 1291 - mar. 1302
- Dalmau de Timor, gen. 1305 - jul. 1307

### Comanda de l'orde de l'Hospital
L'any 1312 fou suprimit l'orde del Temple; sis anys després, Barberà, com la major part dels béns templers passà a l'Orde de Sant Joan de Jerusalem (hospitalers) i arribà a ser una de les comandes més riques de Catalunya. El Gran Prior de l'orde de l'Hospital, fra Guillem de Guimerà i d'Abella regí la comanda durant trenta anys (1366-1396), n'amplià els dominis i realitzà obres importants d'engrandiment al castell, especialment l'anomenat Palau Nou del Prior, a la banda nord, avui desaparegut. Morí al castell de Barberà, on residia, l'any 1396 i fou enterrat a la capella en una ossera que hi havia a la fornícula del costat nord (vegeu més avall).
El segle xvi la comanda hospitalera de Barberà va arribar a ser la primera de les quatre cambres priorals amb què fou dotat el gran prior de Catalunya (la mensa prioral). El gran prior era el senyor del castell, amb jurisdicció civil i criminal, i posseïa, a més del territori de Barberà, els del Pinetell, Pira, Ollers, Biure de Gaià, Montbrió de la Marca, Vallverd de Queralt i el Mas del Cogul (municipi de Vallverd).
A causa de l'absentisme dels priors, la comanda hospitalera de Barberà anà perdent importància a partir del segle xvi. La guerra dels Segadors (1640-1652) i la Guerra de Successió Espanyola (1702-1714) causaren greus desperfectes al castell. Això no obstant, l'orde de l'Hospital reparà les destrosses per a continuar habitant-lo. Durant els segles xvii i xviii s'hi feren obres de consolidació i manteniment de l'edifici. La comanda hospitalera subsistirà fins a la signatura del concordat amb la Santa Seu l'any 1851. Amb la desamortització passà a ser propietat de l'Estat. L'any 1858 fou cedit al municipi. Des de 1859 i fins fa pocs anys (1980), s'hi instal·laren les escoles públiques de la vila. Gràcies a aquesta activitat, s'ha conservat la part més antiga del conjunt.
L'any 1609, al castell de Barberà van tenir lloc uns fets que val la pena relatar pel caràcter mític del personatge que els va protagonitzar: el bandoler nyerro Perot Rocaguinarda. Fou tanta la fama de "Perot lo lladre" en les lluites entre les bandositats de Nyerros i Cadells dels segles xvi i xvii, que va merèixer que Miguel de Cervantes expressés la simpatia que li professava fent-lo intervenir en dos capítols (LX i LXI) de la segona part de la seva famosa novel·la, acompanyant Don Quixot a Barcelona.
Rocaguinarda va acudir amb la seva quadrilla al castell de Barberà quan el Gran Prior de l'orde de l'Hospital, Miquel d'Alentorn, el cridà per represaliar Rafael de Biure, senyor de Vallespinosa. Biure havia aprofitat el període de seu vacant del Priorat de Catalunya abans no fos nomenat Alentorn, per "plantar forques" (que volia dir fer ostensió de senyoria) a Vallverd de Queralt que era membre de la comanda hospitalera de Barberà. Perot va romandre tres dies a Barberà preparant la incursió de càstig que farien al castell de Vallespinosa on, a més de matar un criat, tallaren arbres i cremaren les collites. La documentació sobre aquests fets explica com Rocaguinarda i els seus foren admirablement obsequiats pels cavallers de Sant Joan i pel batlle de Barberà, Joan Cabestany.

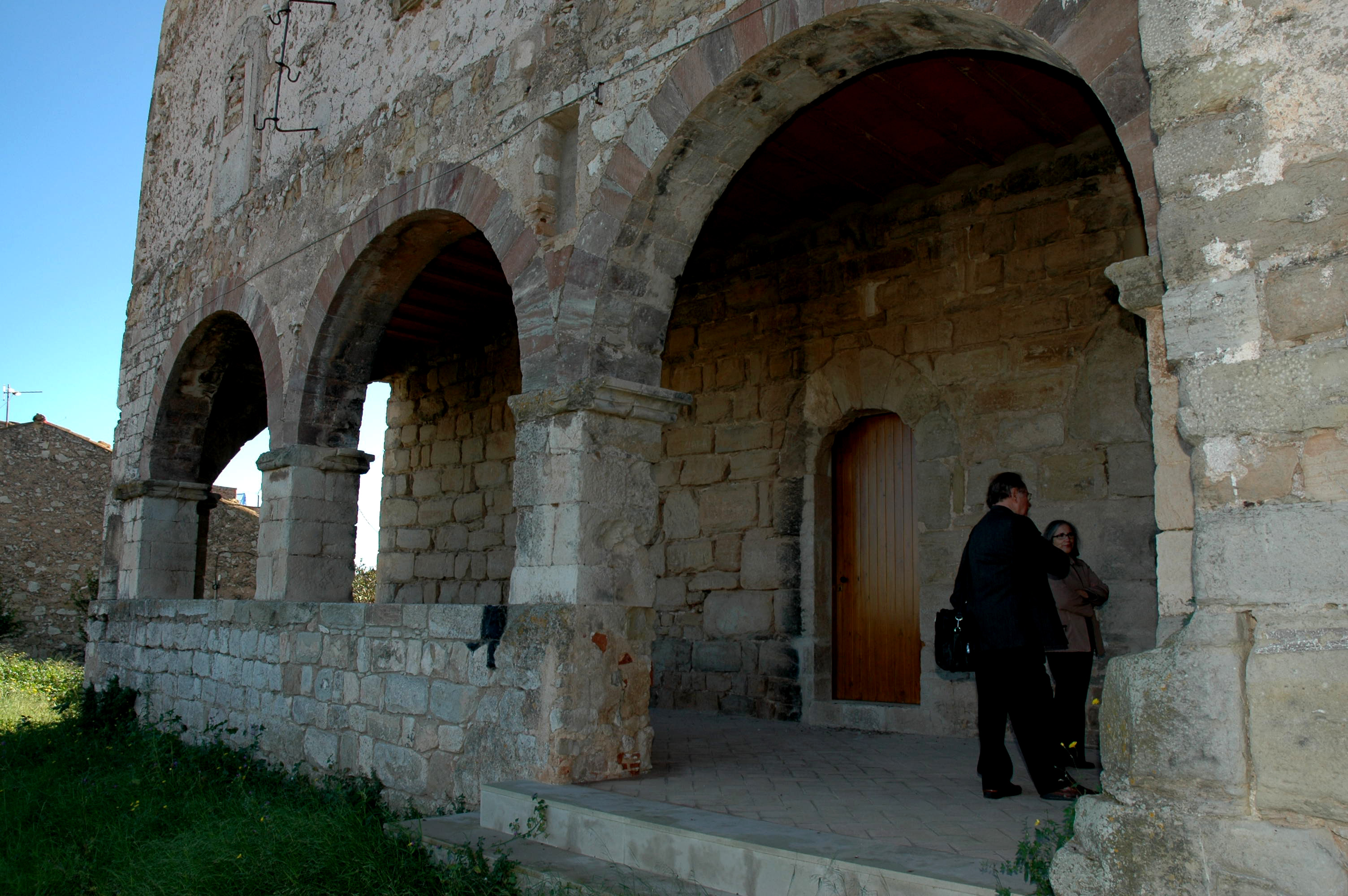
Castell templer de Barberà. La galeria lateral de la capella, després de la restauració, 2008.

LLISTA DE COMADORS HOSPITALERS DE BARBERÀ
- Arnau d'Alós, 1325/1329

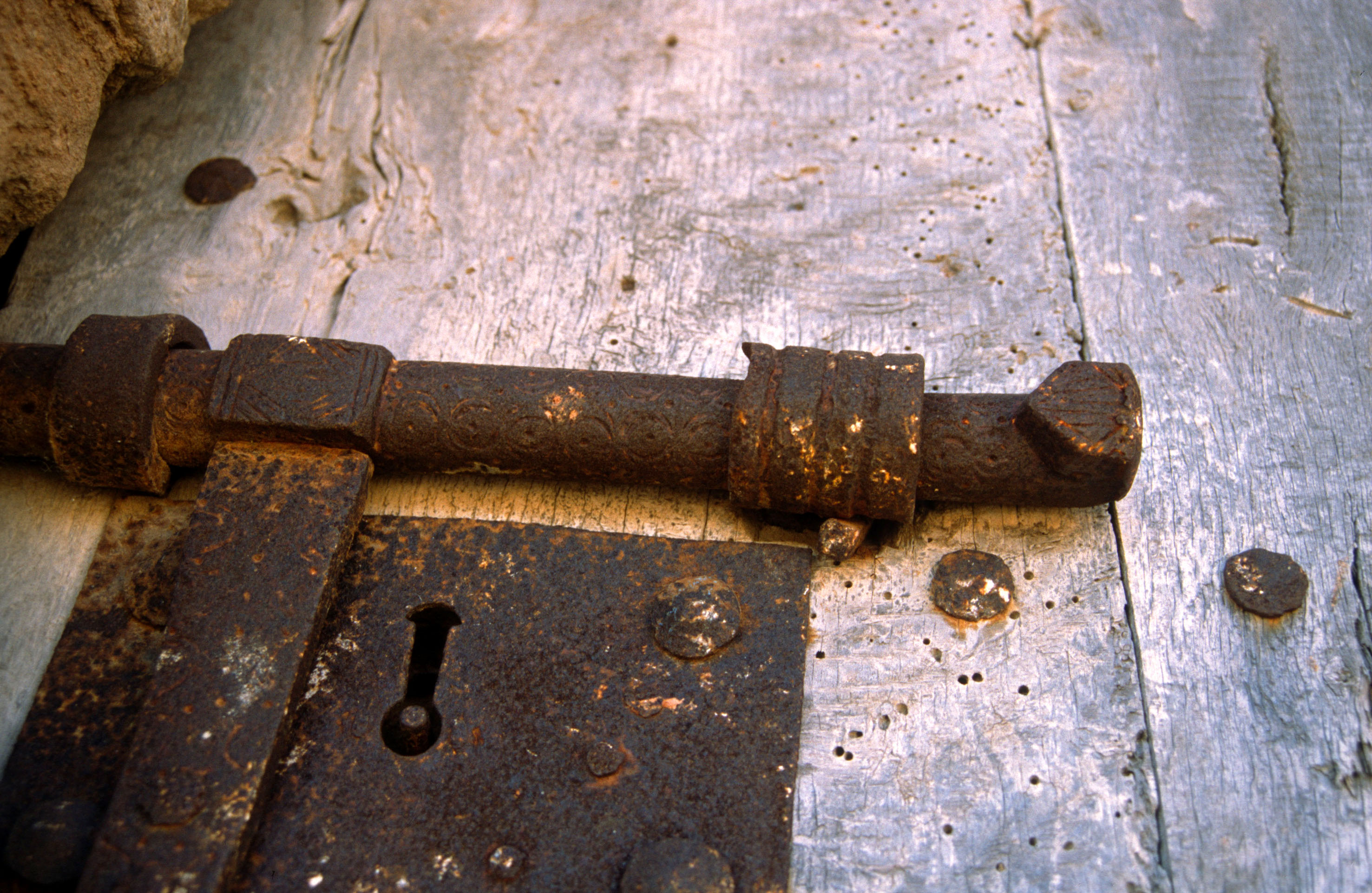
Castell de Barberà, forrellat marcat amb l'escut de fra Guillem de Guimerà, a l'extrem de la dreta (és el mateix que hi ha a l'ossera de la fotografia superior).

- Pere d'Alguerri (o de Quer), 1329/1343
- Pere Arnau de Parets Tortes, 1349/1364
- Vidal d'Alguerri, 1364/1368
- Pere Guillem d'Olms, 1366/1372
- Guillem de Guimerà i d'Abella, 1378/1395
- Pere de Vilafranca, 1397/1403
- Pere de Pomer, 1405/1408
- Gonçal de Funes, 1410/1415
- Jofre de Canadells, 1415/1425
- Rafael Caplà, 1444
- Felip Ortal, 1449
- Gilabert de Lostos, 1450/1458
- Joan de Giralten (Jaume de Geltrú¿),	1461
- Ferran d'Aragó, 1475/1494
- Joan d'Argensola, 1495
- Francesc de Boxols, 1497/1503
- Bernat Geralt de Requesens, 1504/1516
- Antoni de Sant Martí, 1520/1525
- Francesc Castelló, 1529/1536
- Miquel Ferrer, 1539/1548
- Gaspar Ferrer, 1558/1562
- Dimas de Requesens, 1565
- Pere de Junyent, 1568/1580
- Agustí d'Argensola, 1580/1583
- Adrià Maymó, 1588/1600
- Frederic Meca, 1602
- Ramon de Veri, 1603/1608
- Miquel d'Alentorn, 1609
- Ramon de Berga, 1610/1617
- Francesc Aluja, 1617/1622
- Miquel de Xamar, 1627
- Pere Jordi Puigdorfila, 1623/1635
- Onofre d'Hospital, 1636/1642
- Felip Sabater, 1642/1655
- Miquel de Torrelles i Sentmenat, 1655/1682
- Arnau de Sarralta, 1682/1696
- Dídach de Sarralta, 1697/1710
- Geroni de Ribas, 1716/1719
- Josep de Vilallonga i Saportella, 1724/1731
- Francisco de Cahors, 1762
- Manuel de Montoliu i de Boixadors, 1767/1777
- Nicolau Abrí-Descatllar, 1783
- Nicolau Dameto (administrador), 1814/1818